# Franjo Horvat Kiš
Franjo Horvat Kiš (23. září 1876 Lobor – 2. června 1924 Záhřeb) byl chorvatský učitel a spisovatel.

## Životopis
Navštěvoval klasickou střední školu v Záhřebu, kterou absolvoval v roce 1896. Vystudoval učitelskou školu v Osijeku a působil jako učitel v menších městech a až do své smrti byl tajemníkem lékařské fakulty v Záhřebu. Ve svých románech a povídkách sledoval rolníky, maloměšťany a menší úředníky. Jeho hlavním tématem byla láska.
Úspěšnější byl ve svých cestopisech: „Viđeno i neviđeno", "Istarski puti“.

## Dílo
- Vidjeno i nevidjeno: Putničke crtice – Zagreb: s. n., 1911
- Nasmijani Udesi – Zagreb: Društvo hrvatskih književnika, 1918
- Istarski puti – Zagreb: I. Granitz, 1919
- Sabrana djela. D. 1, Pripoviesti i crtice – uredio Stanko Gašparović. Zagreb: Suvremena bibliotek, 1943
- Sabrana djela. D. 2, Putopisi, članci i neobjavljeni rukopisi – uredio Stanko Gašparović. Zagreb: Suvremena bibliotek, 1943
- Pripoviesti i crtice – uredio Stanko Gašparović. Zagreb: Suvremena bibliotek, 1943
- Putopisi, članci i neobjavljeni rukopisi – uredio Stanko Gašparović. Suvremena bibliotek, 1943
- Pripovijetke i putopisi – priredila Jadranka Brnčić. Vinkovci: Riječ, 1997
- Ženik. Obijalo – Zagreb: Zagrebačka stvarnost, 1997

### V češtině
- Přikryvka – přeložil František Veverka; in: 1000 nejkrásnějších novel... č. 34. Praha: J. R. Vilímek, 1912